# Podivuhodná dobrodružství výpravy Barsacovy
Podivuhodná dobrodružství výpravy Barsacovy (1919, L'étonnante aventure de la mission Barsac) je posledním románem z cyklu francouzského spisovatele Julese Verna Podivuhodné cesty (Les Voyages extraordinaires). Jde o dobrodružný vědeckofantastický příběh, na kterém Jules Verne začal pracovat na přelomu let 1903–1904 pod názvem Voyage d’études (Studijní cesta). I podle Vernova záměru to měla být poslední kniha Podivuhodných cest, ale nemoc mu již nedovolila, aby ji dokončil. Napsal pouze čtyři kapitoly, ty pak přepsal a celý román dokončil čtrnáct let po jeho smrti jeho syn Michel.

## Obsah románu

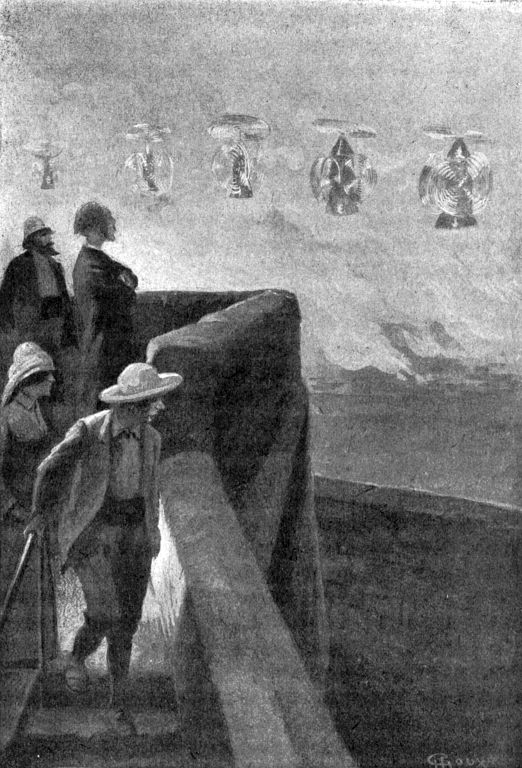
Podivuhodná dobrodružství výpravy Barsacovy, původní ilustrace George Rouxe

Z pověření francouzské vlády má expedice poslance Barsaca prozkoumat úroveň života domorodců ve Francouzském Súdánu (dnešní Mali). Výprava je však jednoho dne přepadena a unesena do tajemného města Blacklandu, vybudovaného uprostřed pouště Francouzské západní Afriky hrstkou banditů pod vedením pološíleného zločince Harryho Killera za pomoci geniálního vědce Marcela Camareta, jehož dětské důvěřivosti Killer zneužil pro své mocenské cíle.
Blackland bylo město vybavené úžasnými technickými vymoženostmi. Elektřina a telefon byly ve městě samozřejmostí, a vodovod fungoval dokonce i ve čtvrti černých otroků, na jejichž práci bylo město závislé. Otroci byli však bezohledně vykořisťováni až k smrti, a tak musili Killerovi pomahači velmi často podnikat letecké nájezdy do okolí, aby si opatřili nové. K tomu jim sloužil Camaretův vynález, letadlo umožňující uletět rychlostí 400 až 500 km/h vzdálenost až 5 000 km bez přistání.
K další zneužívané skupině ve městě patřili bílí dělníci a technici, pracující v továrně, kde se vyráběly Camaretovy vynálezy (pilotovaná i bezpilotní letadla, tzv. vosy, plynové bomby, vzdušná torpéda, vrhače vln, prostředky pro elektrickou ochranu města, stroje na umělý déšť, vrtače chodeb a přístroje na dálkové pozorování zvané kykloskopy). Ti netušili nic o zločinech Killera a jeho kumpánů. Uzavřeli s Killerem zdánlivě výhodnou smlouvu s nárokem na vysoký plat, případně i na zaopatření pro ženy a děti přímo v objektu továrny. Do Blacklandu se všichni dostali bez výjimky letecky z jednoho ostrova v Portugalské Guineji (dnešní Guinea-Bissau), který sloužil jako přestupní stanice. Ze služby se též dostávali letecky, avšak nikoliv domů, nýbrž do pouště, kde byli zavražděni.
Členům Barsacovy výpravy se však podařilo ve městě zorganizovat povstání a otevřít Camaretovi oči. Ten si uvědomil, že pracuje pro lupiče a vraha, a přidal se na stranu vzbouřenců. V bojích nakonec Killer i Camaret zahynuli a Blackland skončil v troskách. Po Camaretových vynálezech zůstaly jen kusé zprávy očitých svědků, kteří hrozné události přežili a dostali se šťastně do Timbuktu.

## Česká vydání
- Podivuhodné dobrodružství výpravy Barsacovy, Josef R. Vilímek, Praha 1925, přeložil Benjamin Jedlička a František Šimánek, znovu 1935.
- Podivuhodná dobrodružství výpravy Barsacovy, Práce, Praha 1951, přeložil Zdeněk Hobzík, znovu SNDK, Praha 1968.
- Podivuhodné dobrodružství výpravy Barsacovy, Mustang, Plzeň 1993, přeložil Stanislav Plášil,
- Podivuhodná dobrodružství výpravy Barsakovy, Návrat, Brno 2000, přeložil Benjamin Jedlička a František Šimánek,
- Studijní cesta, Návrat, Brno 2006, přeložila Zuzana Dlabalová, jde o původní Vernův text obsažený ve svazku s názvem San Carlos.
- Podivuhodná dobrodružství výpravy Barsacovy, Omega, Praha 2020, přeložil Benjamin Jedlička a František Šimánek,
- Africká mise, KAVA-PECH, Dobřichovice 2022, překlad z francouzského originálu do esperanta István Ertl, překlad z esperanta do češtiny Jindřiška Drahotová, vydání nedokončené verze románu.

## Adaptace
- Rozhlasová adaptace (1986) (Svatopluk Dolejš, účinkují: Jan Schánilec, Alois Švehlík, Miloš Hlavica, Zdeněk Buchvaldek, Jarmila Švehlová, Josef Vinklář, Bořivoj Navrátil, Jiří Plachý, Václav Knop, …)[1]